# Lacerba

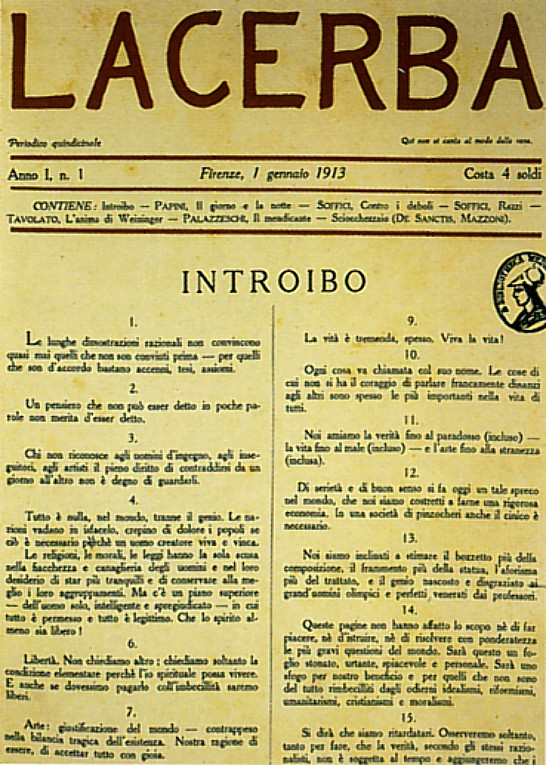
El primer número de la revista, en Florencia, 1 de enero de 1913

Lacerba fue una revista literaria de la ciudad de Florencia, Italia. Fundada el 1 de enero de 1913 por Giovanni Papini y Ardengo Soffici, para polemizar con la revista La Voce, dirigida por Giuseppe Prezzolini. 
En 1913 Soffici funda la revista Lacerba gracias a los encuentros con otros artistas en el más importante café literario de Italia, el Giubbe Rosse. De este período son sus obras más significativas y también las más polémicas.
El ejemplo de Filippo Tommaso Marinetti, fundador del Futurismo, es seguido con gran profusión entre los artistas futuristas. En la revista Lacerba, Umberto Boccioni, pintor y escultor y Carlo Carrà, pintor, publican sus “Palabras en libertad”. 
Se componen las “Divagaciones mediunicas” a semejanza de pinturas abstractas. El pintor Soffici, en 1915, edita la revista “BIF Y ZF más 18” con “tipografía lírica”. Y Gino Severini publica “Danza Sep entina”. Dibujo con letras en el que las expresiones de colores forman rectas y los conceptos como “calor, olfato, profundidad, silencio”, forman curvas y superficies que giran en movimiento centrífugo acompañado de resonantes “Tatatata”.
- Datos: Q1799662
- Multimedia: Lacerba / Q1799662